# Oecura
Oecura este un gen de molii din familia Lymantriinae.